# Museo de Valladolid
El Museo de Valladolid fue creado como Museo Provincial de Antigüedades en el año 1879. Desde finales de la década de 1960, su sede se ubica en el Palacio de Fabio Nelli de Valladolid, comunidad autónoma de Castilla y León, España. La colección del museo se distribuye en dos secciones: Arqueología (10 salas) y Bellas Artes (8 salas).
La sección de Arqueología muestra una secuencia cronológica completa de piezas de la provincia vallisoletana desde el Paleolítico hasta la Edad Media. En la sección de Bellas Artes se ofrecen pinturas de los siglos XV y XVI, tapices flamencos, orfebrería, del siglo XVII, cerámica popular española, escultura y un pequeño apartado dedicado a la historia de la ciudad.

## Historia del Museo
El 20 de marzo de 1867 un decreto real creó el Museo Arqueológico Nacional y dictaminó que se formaran museos arqueológicos provinciales en las provincias en donde existieran importantes objetos arqueológicos.
En 1879, se comenzó a cumplir dicha orden, estableciendo cuatro museos provinciales de Antigüedades en  Barcelona, Granada, Sevilla y Valladolid. Los locales que poseían antigüedades coincidieron en querer colaborar con la formación de un museo. Es así como, luego de haber acudido a Eduardo Orodea e Ibarra, en junio de 1874 la Academia tomó el acuerdo de crear una Comisión Arqueológica para la formación de una Galería Arqueológica, en donde se pudieran recoger y exponer al público convenientemente ordenadas y clasificadas las preciosidades artísticas que están repartidas en la propiedad particular
Luego de su inauguración, integrada en el Museo de Bellas Artes, que estaba situado en el Colegio de Santa Cruz, la Galería siguió al cuidado de la Comisión Arqueológica. Dicha Galería fue convertida en 1879 en Museo Provincial de Antigüedades. En 1940, y convertido ya en Museo Arqueológico de Valladolid, vería renovarse sus instalaciones, a la vez que se incorporaba a la Universidad como servicio docente de dicha institución.
En 1942 el Ministerio de Educación Nacional había adquiere el palacio de Fabio Nelli con el objetivo de ubicar el Instituto femenino de Enseñanza Media, debido a no cumplir las condiciones, el rector Mergelina propone destinar el palacio de Fabio Nelli al Museo Arqueológico.
Es finalmente en 1968 que el Museo se traslada a dicho edificio renacentista. En 1987 el Estado transfiere su gestión a la Comunidad Autónoma de Castilla y León, que decide cambiar su nombre, pasando a denominarse Museo de Valladolid. En la actualidad este Museo es el depositario de todos los materiales exhumados en las intervenciones arqueológicas de la provincia.

## Edificio

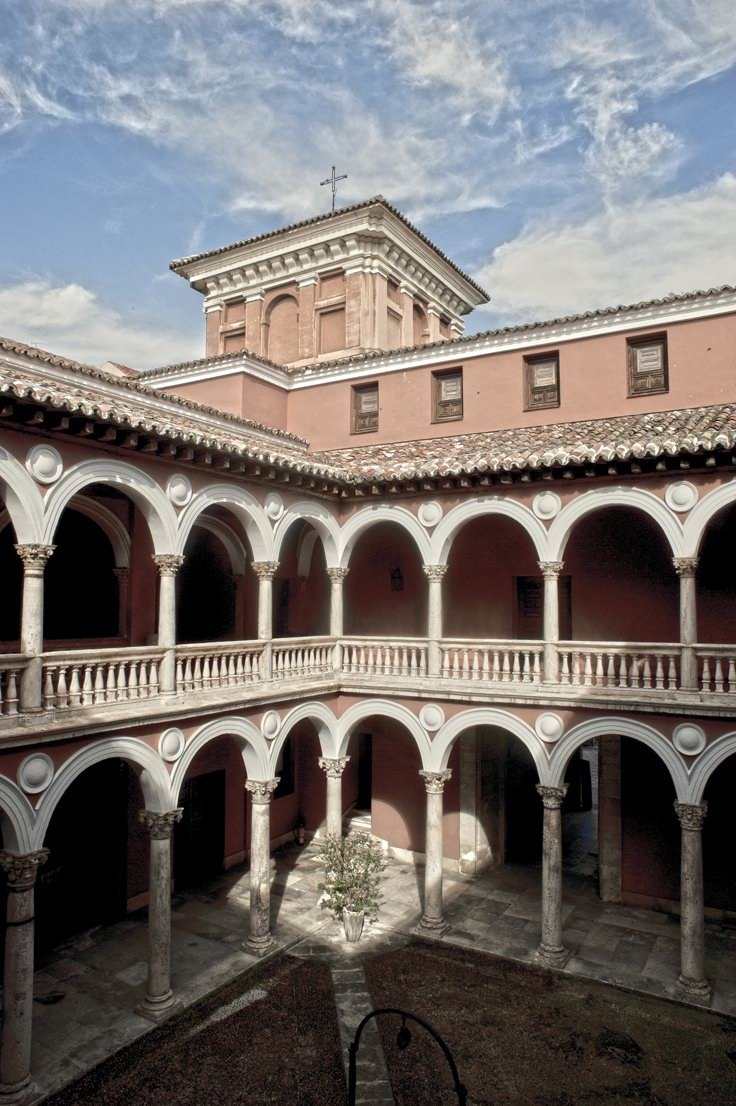
Patio del Palacio de Fabio Nelli.

El museo de Valladolid se aloja en el palacio renacentista de Fabio Nelli de Espinosa, uno de los edificios civiles de finales del siglo XVI de mayor empaque de la ciudad, obra de Pedro Mazuecos el Mozo. Caracterizan su fachada principal dos torres salientes laterales y una portada central de piedra concebida como dos arcos de triunfo superpuestos, con columnas y hornacinas laterales. La fachada está rematada en su parte superior por un frontón partido que enmarca el escudo del primer marqués de la Vega de Boecillo, bisnieto de Fabio Nelli.
El patio, diseñado por Francisco de la Maza, muestra tres lados porticados que tienen dos órdenes de arcos de medio punto que descansan sobre columnas corintias y compuestas. La escalera es de tipo claustral, con pasamanos abalaustrado y un magnífico artesonado de nogal.
Al extinguirse la descendencia de los Nelli, sus bienes acabarían en la Real Casa de Misericordia de Valladolid. Tras haber servido como almacén de las tropas francesas durante la Guerra de la Independencia y de oficinas de la Aduana de la ciudad, el palacio acabaría siendo desamortizado, pasando a ser propiedad de la familia Tablares, que lo transformaría en casa de vecinos.
En 1942 el palacio fue adquirido por el Estado para convertirlo en sede del Instituto Femenino de Valladolid, función que no llegaría a desempeñar, pasando luego a convertirse en la sede del Museo de Valladolid.

## Colecciones

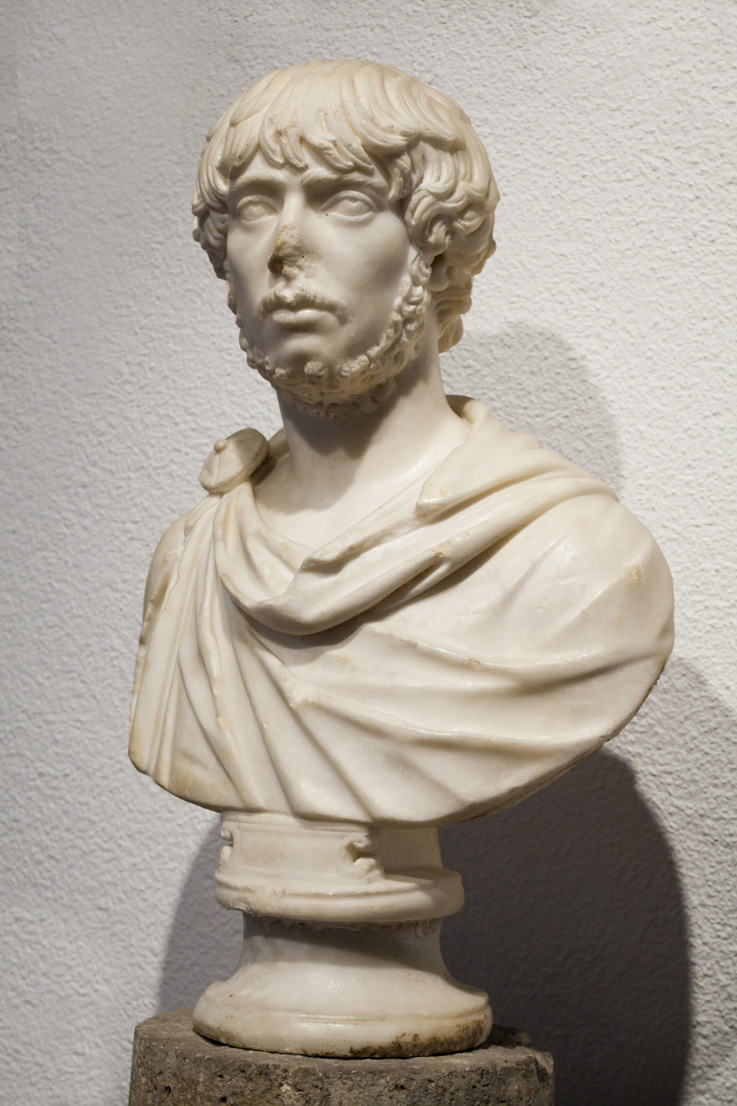
Busto de Medina de Rioseco/Villalba de los Alcores s. II d. C.

Los fondos del Museo están integrados por obras de variada naturaleza, incluyendo fundamentalmente objetos de carácter arqueológico y artístico.
Las colecciones arqueológicas permiten establecer una secuencia ininterrumpida de la evolución de la cultura material a lo largo de todas las etapas históricas, desde la aparición del hombre en nuestra provincia, hará unos 500 000 años, hasta la actualidad. Dichas colecciones se incrementan continuamente con los restos materiales hallados por las intervenciones arqueológicas autorizadas por la Junta de Castilla y León en la provincia de Valladolid, que, con carácter general, quedan depositados en el Museo.
La colección artística está formada en buena medida por depósitos y donaciones realizados por instituciones y particulares en el momento de la creación del Museo, ampliándose significativamente tras la Guerra Civil con obras de orfebrería y pinturas procedentes del Servicio de Defensa del Patrimonio Artístico Nacional.

## Exposición permanente

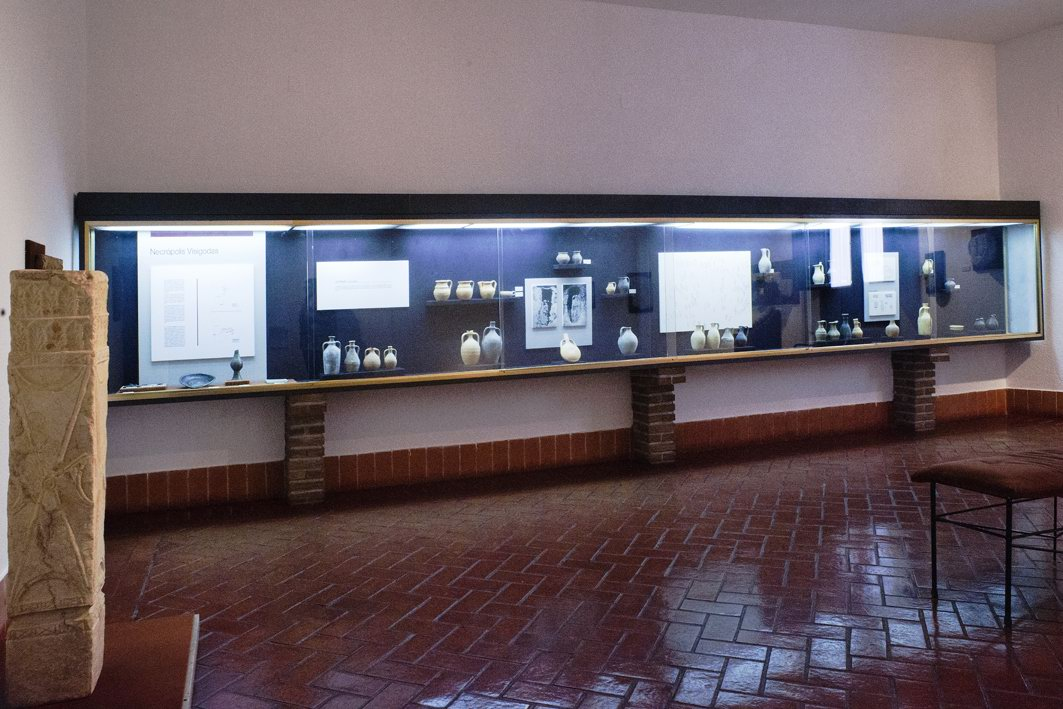
Sala X: Arqueología Visigoda y Altomedieval.

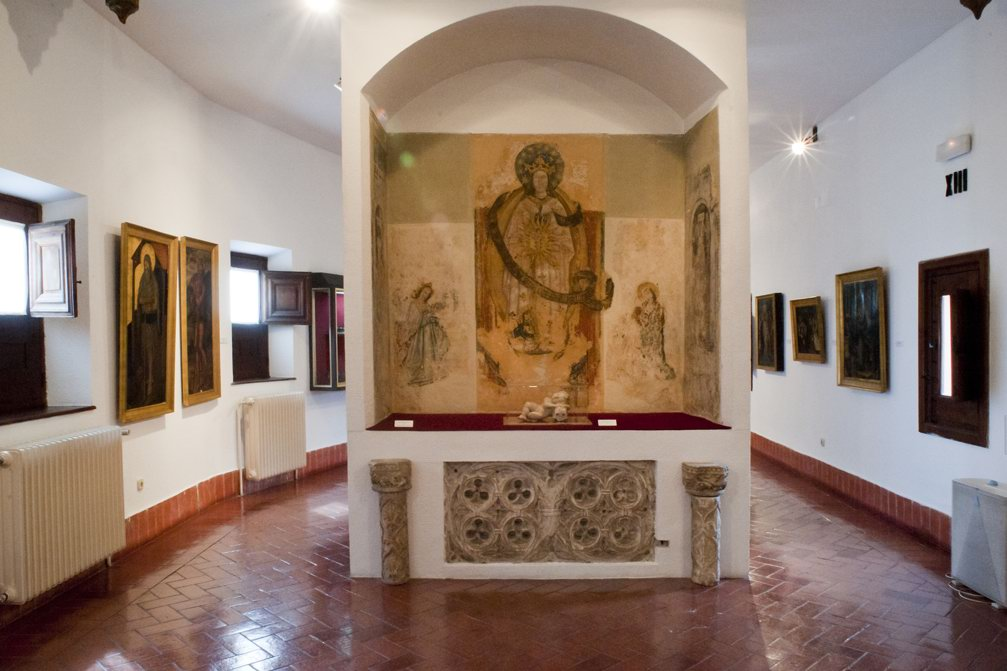
Sala XIII: Pintura mural de la Virgen de la Expectación procedente del Convento de San Pablo de Peñafiel.

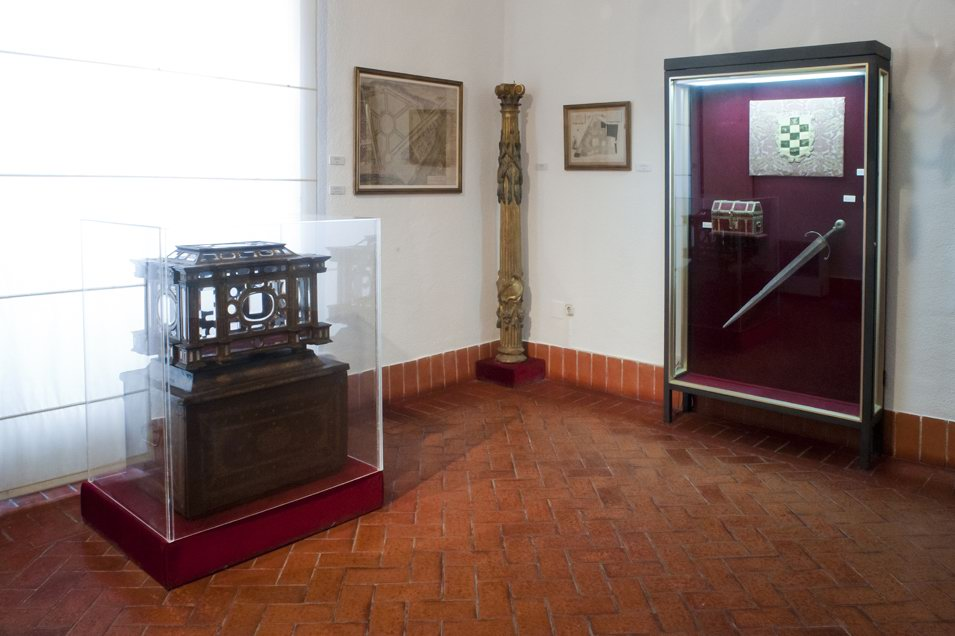
Sala XVII: Urna de cristal de roca y espada del Conde Ansúrez.

La exposición permanente se ordena en dos grandes secciones:
- Arqueología

En la planta baja, frente a la entrada del Museo se encuentra la Sala de Prehistoria, que expone la evolución de la cultura material a lo largo del Paleolítico, el Neolítico y la Edad del Bronce. Entre las piezas expuestas cabe señalar el ajuar funerario Campaniforme de Fuente-Olmedo.
Tras subir por una escalera claustral a la segunda planta, las salas dedicadas a la Edad del Hierro y a la antigua ciudad de Pintia testimonian la fuerte vitalidad de los celtas Vacceos en tierras vallisoletanas. Aquí destacan los materiales de la Cultura del Soto de Medinilla y los Tesorillos de Padilla de Duero. Siglo I a. C.
A continuación diversas salas con esculturas, cerámicas, monedas e inscripciones de la época del Imperio Romano, destacando la tessera hospitalis de Montealegre de Campos, varios mosaicos procedentes de las villae bajoimperiales, como el Mosaico de las Estaciones de la ''villa'' romana de Prado y numerosos objetos procedentes de los cementerios de esta época que evidencian el refinamiento de la vida de los aristócratas hispanorromanos del siglo IV.
La sección de Arqueología finaliza con una sala dedicada a las etapas visigodas y altomedieval, en la que destacan los materiales procedentes de la necrópolis de Piña de Esgueva y el tenante de altar de Wamba, del siglo VII.
- Bellas Artes

Situada en la segunda planta, la sección de Bellas Artes reúne una variada colección de obras de pintura sobre tabla y artes decorativas: orfebrería, esmaltes, marfiles, mobiliario y cerámica.
Entre las primeras cabe destacar una Santa Catalina, obra de Juan Rodríguez de Toledo; diversas pinturas de Antonio Vázquez, pintor vallisoletano del siglo XVI; una Flagelación, obra de Juan Correa de Vivar; la Adoración de los Pastores, de Vicente Masip y una Virgen con el Niño, obra del círculo de Juan de Juanes.
De especial interés dentro de esta sección son el conjunto de pinturas murales procedente de San Pablo de Peñafiel y el ataúd del infante Alfonso de Castilla (1286-1291), hijo del rey Sancho IV y Doña María de Molina, con su rico contenido de tejidos medievales.
- Historia de la Ciudad

Al final de la visita se expone una pequeña selección de piezas relacionadas con la Historia de la Ciudad, como la supuesta espada del Conde Ansúrez, la urna de cristal de roca que contuvo las ropas de cristianar de Felipe IV conjunto a las monedas acuñadas en la ciudad en su época. También están en exposición los planos y la maqueta del antiguo Ayuntamiento de Valladolid o el Sillón del Diablo, y objetos antiguos de la ciudad tales como cerámicas de los alfares vallisoletanos y las herramientas usadas en la ceremonia de inauguración del Ferrocarril del Norte en 1856.